# アニメ探偵団3
アニメ探偵団3（アニメたんていだんスリー）とは、2009年10月から2019年3月31日までRKC高知放送で放送されていたラジオ番組である。以前はwbs和歌山放送でも放送されていた。

## 概要
- 19年続いた『水谷優子のアニメ探偵団II』の後番組としてスタート。タイトルこそ前番組から引き継いでるものの、「アニメ探偵団II」をもって水谷が降板したため実質上の別番組である。
- 2019年の春改編により3月31日をもって番組が終了。これにより、1990年秋から放送開始した「水谷優子のアニメ探偵団」から換算した『アニメ探偵団シリーズ』は28年半の歴史に幕を降ろした。

## パーソナリティー
- ARISA（ - 2010年4月3日）
- 野田麻未（ - 2010年10月2日）
- 山本彩乃（2010年4月10日 - 12月25日）
- 尾上裕香（2010年10月9日 - 2011年9月25日）
- 古木のぞみ（2010年10月9日 - 2012年4月8日）
- 加隈亜衣（2011年10月1日 - 2013年4月21日）
- 水間友美（2012年4月8日 - 2014年5月4日）
- 白川咲（2013年4月10日 - 2014年3月30日）
- 高田憂希（2014年4月3日 - 2015年4月18日）
- 入山彩理沙（2014年5月8日 - 2015年4月18日）
- 大石亜美（2015年4月26日 - 2016年4月27日）
- 大野柚布子（2015年4月26日 - 2017年4月26日）
- 七海加奈（2016年4月24日 - 2018年4月11日[2]）
- 柳原可奈子[1]（2017年5月3日 - 2019年3月31日[3]）
- 関口理咲（2018年4月18日 - 2019年3月31日）

## コーナー
リクエスト
番組でかけてほしい曲のリクエストを募集している。
つぶやいてみました
パーソナリティへの質問・疑問や教えたい事、曲のリクエストを番組公式Twitterで募集している。

## 過去のコーナー
あやのんゲームコロシアム
アニ探相談室
豆ペディア
女子力向上委員会
二次元に夢中
のんちゃんのマンガラボ
アニ探ミュージアム
アニマガ調査報告室
　コーナージングルにはテレビアニメ『THE ビッグオー』第2期OPテーマ「RESPECT」を使用
思い出リクエスト
アニ探声えん部

### 高知放送限定コーナー
私たちにかかってきなさい!
お悩みなんて私たちがキャラキャラっとサバイちゃる!アニ探お悩み解決室
みぢかもの
コロコロトーク

## 放送局
- 高知放送

毎週土曜 22:30 - 23:30（番組開始 - 2013年3月30日）
毎週水曜 23:00 - 24:00（2013年4月3日 - 2016年6月29日）
毎週水曜 23:00 - 23:45（2016年7月6日 - 2017年3月29日）
毎週水曜 23:00 - 24:00（2017年4月5日 - 2018年12月26日）
毎週日曜 23:00 - 24:00（2019年1月6日 - 2019年3月31日）
放送していたネット局
- 和歌山放送

毎週日曜 23:00 - 23:30（2011年4月10日 - 2017年3月26日）